# Myzomela wakoloensis
Myzomela wakoloensis е вид птица от семейство Meliphagidae.

## Разпространение
Видът е разпространен в Индонезия.